# Mercat Cobert de Breslau
El Mercat cobert de Breslau (en polonès Hala Targowa we Wrocławiu Polish, en alemany Breslauer Markthalle) és un mercat de menjar al centre Breslau, Polònia. Dissenyat per Richard Plüddemann, va ser construït entre 1906 i 1908 com a Breslauer Markthalle Nr 1, quan la ciutat formava part de l'Imperi alemany. El mercat era conegut per la seva aplicació aleshores innovadora d'encavallada de formigó armat, que era única a Europa en aquell moment.

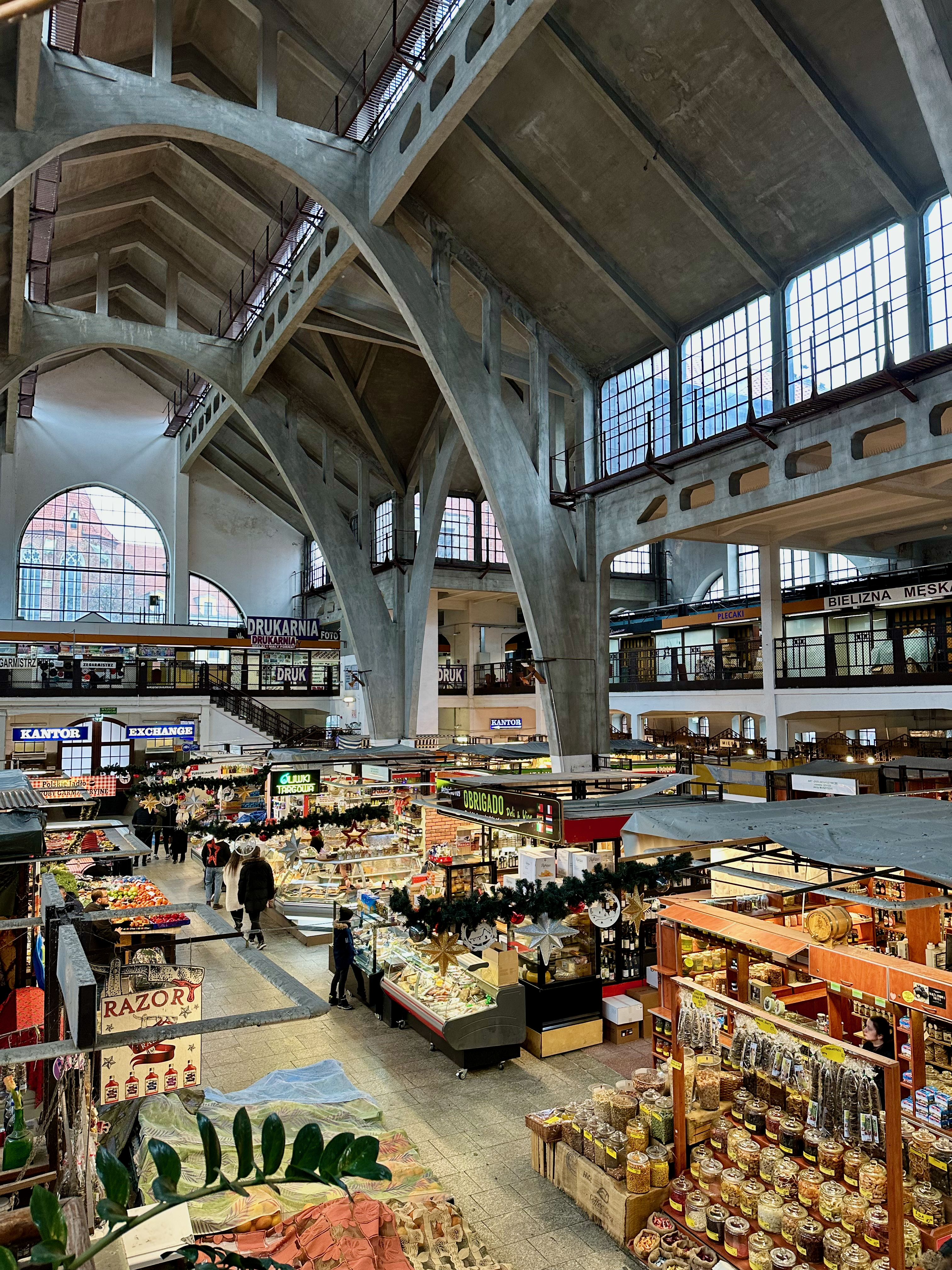
Interior del mercat de Breslau

El complex està situat al carrer Piaskowa (Sandstraße), a la cruïlla de Plac Nankiera (Ritterplatz) i Św. Ducha Street (Heiligegeiststraße) a prop de la plaça del mercat principal i del nucli antic històric. Es va aixecar al mateix temps que una altra sala més petita amb la mateixa estructura interior al carrer Kolejowa. Tots dos edificis es van crear per tal d'organitzar el comerç ambulant al centre de la ciutat. Un cop finalitzat, tots els mercats ambulants es van traslladar a les sales de nova obertura.
L'edifici no va ser greument danyat durant la Segona Guerra Mundial i va continuar utilitzant-se com es pretenia originalment poc després, mentre que el Kolejowa Hall va ser destruït i les seves ruïnes es van enderrocar el 1973. El Mercat de Breslau va ser reformat entre 1980 i 1983, i de nou durant els anys 2018–2019; segueix sent un dels mercats de productes més grans de la ciutat.